# 下川友子
下川 友子（しもかわ ともこ、1979年12月27日 - ）は、日本の女性タレントで女優。パワースポット案内人として活動。
株式会社ウイントアーツ所属。

## 人物
20代から芸能活動を始め、大手企業の広告、TVCM、ドラマなどで活躍中。。
聖地巡礼や一人旅を趣味とし、パワースポットを紹介するブログを書き始めると、そのタッチの柔らかさから人気を集め、神社仏閣や自然界のパワースポットを紹介するパワースポットの案内人としても活動を開始。現在は、テレビや雑誌、ラジオ、幅広いジャンルで聖地を紹介している。。また、時間を見つけては各地のパワースポットを訪れており、日本だけではなく海外を含め、今までに訪れた聖地は3000か所を超える。

## 活動

### パワースポット関連
- 2020年6月1日～下川友子　YouTube『ゆるだん』スタート

　https://www.youtube.com/channel/UCLpBjqAfqHB2oATZTOd22jA
- 2011年～ 下川友子と巡る開運パワースポットツアー
- 2012年～ AMATERAS TOURとして 日本旅行、JTB、トラベルロード、旅行計画アルファにて実施

　（株）トラベルロード
　　https://www.travelroad.co.jp/specialtours/tomoko-shimokawa/
　旅行計画アルファ（株）
　　https://www.rk-alpha.com/amateras_tour/
- 【フジテレビ】ノンストップ『このシュミとまれ！』下川友子ゲスト出演　2020年11月11日10時～三週連続（11月18日 25日）放送決定
- 【宝島社】大人のおしゃれ手帖　わたしの運命の神社　2020年10月発売
- 【静岡県庁の情報発信サイト　痛快！静岡県】

　パワースポットへいこうっ 静岡県篇 前編 / 痛快！静岡県 
　https://tsukai-shizuoka.jp/column11.html
　パワースポットへいこうっ 静岡県篇 後編 / 痛快！静岡県  
　https://tsukai-shizuoka.jp/column12.html　
- 【BS日テレ】極上！三ツ星キャンプ　ゲスト出演　2020年1月15日
- 【J-WAVE】MAKE MY DAY THERMOS HERE WE GO　ゲスト　2020年1月5日
- 【ゆうゆう】主婦の友社　日本の世界遺産のパワースポット　2019年12月28日発売
- 【女性セブン】小学館　2020年に行っておきたいパワースポット　2019年12月18日発売
- 【BS日テレ】極上！三ツ星キャンプ　ゲスト出演　2019年11月20日
- 【J-WAVE】TOKYO　MORNING　RADIO　ゲスト出演　2019年10月24日OA
- 【TSONE　かみさまさんぽ】　メインパーソナリティ　2017年4月4日～2019年9月24日
- 【TSONE特別番組　かみさまさんぽ】※神社本庁　日本文化興隆財団　特別協力の番組　2017年3月8日
- 【マキノ出版】ゆほびかGOLD　邪気と厄が退散！金運も急上昇！超スゴイお清め　2019年8月号
- 【note】　パワースポット案内人　下川友子インタビュー記事　2019年7月2日

　     https://note.com/poetslife/n/n3e6fb89f030a　
- 【TOKYOFM】BlueOcean　ゲスト出演 　2019年4月8日OA
- 【東京から行く！日帰り絶景さんぽ　2019~2020　JTBパブリッシング　】2019年3月号　旅の達人おすすめ！絶景ベスト　下川友子紹介
- 【テレ東プラス】テレビ東京　なないろ日和！

　　パワースポット案内人が教える「2019年 最強パワースポット」
　 https://www.tv-tokyo.co.jp/plus/lifestyle/entry/2019/018769.html
　　今すぐできる！運気アップ5つの行動
　  https://www.tv-tokyo.co.jp/plus/lifestyle/entry/2019/018782.html
- 【テレビ東京】なないろ日和！2019年1月9日　霊峰富士山の裾野を巡るバスツアーゲスト
- 【東京ウォーカー】2019年1月号ひとりがトクする！縁起がいい場所【九州Walker】2018年11月号 パワースポット案内人がお助け！パワスポNAVI
- 【TokyoWalker】2018年9月号渋谷パワスポ伝説インタビュー記事掲載
- 【るるぶ&more】5月～連載決定。https://rurubu.jp/andmore
- 【角川ミニッツブック】『富士山パワースポット巡り』富士山幸せパワースポット巡りこころを磨く！浄化とパワーチャージの旅（電子書籍）
- 【フジテレビ】ノンストップ！　美活★やってます～開運～　下川友子ゲスト出演　2018年1月10日　9時50分～

- 【JTB　パブリッシング】関東の寺社御朱印さんぽ　インタビュー掲載　2017年12月15日出版
- 【英和出版】開運　日本のパワースポット　下川友子監修　2017年8月1日出版
- 【TBSラジオ　笹川友里プレシャスサンデー】下川友子5月ゲスト　毎週日曜　朝8時50分～

- 【宝島社】e-MOOK　Sweet　運のいい人が知っているパワースポットガイド　2017年5月21日
- 【女性自身】光文社2017年3月21日号　下川友子が厳選！災いを祓い魂を浄化するリセット神社
- 【福岡Walker】2017年1月増刊号　お助け！パワスポNAVI
- 【anan】 開運のルーツ　あなたの開運スポット　2016年10月12日号
- 【フジテレビ】ウチくる！？　7月17日オンエア　鎌倉のパワースポット巡り
- 【manimani　箱根】JTBパブリッシング 　2016年6月24日発売
- 【ゆうゆうトラベル】主婦と生活社　10月31日号大人の発見旅　何度でも行きたい絶品温泉
- 【ゆうゆう】主婦と生活社　9月号　下川友子がセレクトする水辺の旅
- 【女性セブン】5月15日号　小学館日本の絶景パワースポット36
- 【ar】5月号（4/12発売）　主婦と生活社発行 祈って旅して癒されて❤
- 【じゃらん　大人のちょっと贅沢な旅】リクルート　パワースポット紹介
- 【TokyoFM　『ピートのふしぎなカレージ』】　2月22日17時からOA

- 【日経WOMAN】　2月号　2014年パワースポット紹介
- 【non-no】集英社1月号　11月20日発売　恋にきく開運女子旅2014
- 【週刊女性】主婦と生活社　10月1日号二大聖地おススメ参拝ルート　伊勢神宮&出雲大社
- 【ＧＩＮＧＥＲ】幻冬舎10月号　8月23日発売　アメーバＧＧとコラボ流行白書企画
- 【地球の歩き方Cheers! 週末＊聖地トリップ】(株式会社ダイヤモンド・ビッグ社刊)　6月下旬発売　伊勢＆出雲パワースポット紹介

- 【J-WAVE NEW STYLES HAPPIINESS】6月16日OA 伊勢神宮紹介
- 【FMヨコハマ E-ne!-good for you-】２月２１日OA 「神社・神様LOVE」
- 【J:com ステキ＋Life】11月28日OA パワースポット紹介
- 【文化放送 吉田照美ソコダイジナトコ】『富士山のパワースポット紹介
- 【女性セブン】10月25日号 紅葉の美しいパワースポット監修
- 【J-WAVE PARADISO】 CHEERS TIME三峯神社パワースポット紹介
- 【東京ビッグサイト 旅博2012】パワースポットセミナー開催
- 【つか金フライデー】 パワースポット紹介
- 【(株）インフォトップと下川友子がお送りするパワースポット巡り】江ノ島神社

- 【ホテル日航東京】 新春パワースポットめぐり宿泊プラン
- 【エジプトの母★フィフィ】（HUDSON）

- 【MAQUA】（集英社）スピリチュアル美容 インタビュー掲載！
- 【日本全国ゆるゆる神社の旅】（サンクチュアリ出版）インタビュー取材掲載！
- 【週刊文春】（文藝春秋） パワースポットインタビュー取材掲載！
- 【SPA】パワースポット聖地特集インタビュー取材！
- 【Hanako】（マガジンハウス）聖地特集インタビュー取材掲載！
- 【じゃらん】（リクルート） 聖地特集 パワースポット紹介！

### 講演
- 【東京ビッグサイト 旅博2012】パワースポットセミナー開催

### ドラマ、CM、広告関連
- テレビ朝日『警視庁・捜査一課長』season6 第4話 岩梨桂子役（2022年5月5日）
- ハウス食品グループのWEBCM（2020年9月～）https://housefoods-group.com/activity/event/
- テレビ朝日　ごーちゃん。LAB. 地球研究所  味の素編(2020年7月19日）
- TVK　連続ドラマ 『チョコレート戦争〜朝に道を聞かば夕べに死すとも可なり〜』ノリコ役出演（2020年1月10日～）
- TBS　日曜劇場『グランメゾン東京』一話　ミシュラン調査員役(2019年10月20日)
- ポケモンGO『みんなでポケGO』篇 　ママ役（2019年7月～）
- マンナンライフ　ララクラッシュ『わが家にはララがあるよ！』篇　双子ママ役（2019年6月～）
- 全労済　Long Drive篇　CM出演 （2019年4月～）

- グリコ　パピコ　二人でリフレッシュ編
- テレビ朝日 日曜プライム　庶務行員 多加賀主水が悪を断つ　品田好美役　（2019年2月10日）
- TBS　下町ロケット　5話　末長弁護士秘書役（2018年12月）
- 日本和装　2018秋の受講者募集 「自分で」篇「早すぎ！」篇 （2018年8月～）
- wowow ダブルファンタジー　4話　中居役（2018年7月7日OA）
- 森永乳業　たんぱく生活（2018年4月～）
- BSジャパン　噂の女　二話　糸井美幸友人役（2018年4月21日OA）
- さんふらわあ　2018年就航予定　CM出演　（2018年1月～2020年～）
- テレビ朝日　越路吹雪物語　13話～　事務員ともちゃん役（2018年1月8日～）
- フジテレビ　隣の家族は青く見える　川村亮司妻役
- テレビ朝日　ゴーちゃん。lab. 地球研究所　（2017年11月放送）
- マクドナルド ハッピーセット
- アイカツスターズ！「お庭でデビューライブ」篇　（2017年6月～）

- テレビ朝日　奪い愛、冬　アッパーワークスレギュラー出演　（2017年1月クール）
- HONDA　LOAD　（2013年)
- かどや　純正ごま油　　(2012年～2014年3月）
- 日本司法書士会連合会
- ファイザー　サイレントキラー　主演
- キューサイ 『コラリッチ』基礎化粧品(2012年7月28日～)
- バンダイ バトルスピリッツ はじめてのバトルセット（2012年8月下旬～）
- ディップ 『ナースではたらこ』（2010年～）
- キリン フリー 瑛太さんカンパイ編（2010年～12月）
- サントリー プレミアムモルツ（2009～7月）
- キヤノン PIXUS 今ドキ!ならPIXUS年賀状編（2009～1月）etc・・・
- 旭ホールディングス株式会社 ホールディングス化記念ショートフィルム「まち、ひと、未来にかがやきを」（2022年）